# Амфиполски археологически музей
Амфиполският археологически музей (на гръцки: Αρχαιολογικό μουσείο Αμφίπολης) е музей в археологическия обект на древногръцкия град Амфиполис, Гърция. Разположен е на два километра от магистралата Солун - Кавала, близо до река Струма.

## История
Музеят е открит в 1995 година, когато е завършена и сградата, в която се помещава. Находките в него са изложени в хронологичен ред и са разделени на следните групи: праисторически период (от Кушница и Кетил тепе), архая (от хълма Каста и от гробището от железната епоха в Амфиполис), класически и елинистичен период (от архаичния Гимназион, от елинистическата къща), римски период (мозайки от римска къща и находки от гробището), раннохристиянски период (от раннохристиянските базилики в Амфиполис) и съвременна епоха (от параклис край Неа Амфиполи). Сред най-важните находки в музея са печат и няколко фигури от неолита (6000 – 3000 година пр. Хр.), златни бижута от гробниците на могилата Каста край Амфиполис, фигурка на танцьорка, три статуи на Орест и Електра (II век пр. Хр.), женска фигура (IV век пр. Хр.), Афродита и Ерос (II век пр. Хр.), бюст на местното божество Атис (I век пр. Хр.), сирена в цял ръст, късаща косите си и биеща се по гърдите, сребърен реликварий със златен маслинен венец открит в него, златен венец от мъжко погребение. В секцията на римския период са изложени два стенописа от римска вила и капител с овнешка глава в релеф. На първия етаж са находките от Аргилос и Ейон - пристанището на Амфиполис, както и разказ за историята на Амфиполис и околностите в античността. На входа посетителите могат да разгледат кореспонденция от XVIII век между историци относно древния Амфиполис и снимки от разкопките в 1913 година около Амфиполския лъв и реставрацията му.

## Галерия
- Фрески
- Статуя на сирена
- Изложбата на първия етаж
- Мозайки
- Статуи на Орест и Електра